# Kings of Leon
I Kings of Leon (spesso abbreviato in KoL) sono un gruppo rock statunitense formatosi a Franklin (Tennessee), nel 1999, composto dai fratelli Caleb Followill (voce e chitarra ritmica), Ivan Nathan Followill (batteria e percussioni) e Michael Jared Followill (basso) insieme al loro cugino Matthew Followill (chitarra solista).
Il sound dei loro primi lavori era molto influenzato dal southern rock e dal blues, ma gradualmente hanno incluso nel loro stile una varietà di generi che va dall'alternative rock all'arena rock.
I Kings of Leon hanno cominciato ad avere successo nel Regno Unito, in cui nove dei loro singoli entrarono nella UK Top 40 Singles, Youth and Young Manhood e Aha Shake Heartbreak hanno raggiunto la Top Five degli album più venduti, mentre Because of the Times riuscì a stabilirsi al primo posto; inoltre vinsero due Brit Awards nel 2008. Dopo l'uscita di Only by the Night nel 2008, finalmente ebbero successo nelle classifiche statunitensi: i singoli Sex on Fire, Use Somebody e Notion sono arrivati alla prima posizione della classifica Hot Modern Rock Tracks. L'album stesso fu il primo disco di platino della band negli Stati Uniti, e fu il più venduto in Australia nel 2008, certificato nove volte con il disco di platino.
Al 2016 i Kings of Leon hanno venduto circa 21 milioni di album e 38 milioni di singoli in tutto il  mondo, ovvero circa 60 milioni di dischi in totale.

## Storia

### Inizi (1999-2002)
I tre fratelli Followill hanno passato la maggior parte della loro vita viaggiando in ogni parte del sud degli Stati Uniti con il loro padre, Ivan "Leon" Followill, predicatore della United pentecostal church international, e la loro madre, Betty-Ann, tutti a bordo di una Oldsmobile viola del 1988. Spesso Caleb e Nathan venivano ingaggiati dalle chiese in cui Ivan era chiamato a predicare per suonare qualche brano religioso, ed è lì che hanno cominciato ad appassionarsi di musica. Per quanto riguarda la loro istruzione, fino a quando il loro padre non si dimise dalla Chiesa, venivano istruiti da Betty-Ann o dalle scuole parrocchiali che incontravano lungo il loro viaggio, eccetto per un periodo di cinque anni in cui la famiglia si stabilì a Jackson, nel Tennessee. Caleb e Jared sono entrambi nati a Mt. Juliet, Tennessee, e hanno frequentato la scuola superiore locale, mentre Nathan e Matthew sono nati a Oklahoma City.
Nel 1997 il padre si dimise da predicatore e divorziò dalla moglie a causa dei problemi di alcolismo ed eccessi di violenza. In un'intervista a Rolling Stone, Caleb commentò: "Alla fine del loro rapporto, lei aveva visto l'affidabile uomo di Dio diventare sempre più umano. Aveva molti difetti.”
I ragazzi, in seguito, si stabilirono a Nashville e abbracciarono lo stile di vita rock n' roll che prima avevano tanto rifiutato. Lì incontrarono il cantautore Angelo Petraglia, che li aiutò a migliorare il loro modo di scrivere canzoni e mettendoli di fronte a influenze musicali come Rolling Stones, Clash e Thin Lizzy.
In un'intervista a Billboard, Nathan descrive come la band si è formata: "Avevamo firmato il contratto con la RCA records, ed eravamo soltanto io e Caleb. L'etichetta voleva affiancarci dei musicisti professionisti che avrebbero scelto loro, ma non abbiamo accettato, perché non volevamo essere come Evan and Jaron. Avremmo comprato a nostro fratello minore un basso (era ancora una matricola al liceo) e Caleb gli avrebbe insegnato a suonare. Nostro cugino Matthew suonava la chitarra quando aveva 10 anni, e io starò alla batteria, ho già suonato per la chiesa da bambino".
Nella stessa intervista hanno ammesso di aver "rapito" Matthew dalla sua città, in Mississippi, per formare la band. Avevano raccontato a sua madre che sarebbe rimasto con loro solo per una settimana, ma non lo lasciarono tornare a casa: "Ci siamo chiusi nel seminterrato con un'oncia di marijuana e abbiamo passato letteralmente un mese là sotto. Nostra madre ci portava da mangiare", aggiunge Nathan. "E alla fine del mese l'etichetta venne e avevamo già pronte Molly's Chambers, California Waiting, Wicker Chair e Holy Roller Novocaine."
Il loro nome venne proposto da Angelo Petraglia, che cercando di convincerli a usare un nome che richiamasse le loro radici religiose propose "Kings of Zion", ma Caleb ribatte con "Kings of Leon" in onore del nonno dei quattro Followill, che si chiamava, appunto, Leon.

### Youth and Young ManhoodeAha Shake Heartbreak(2003-2005)
Il loro primo EP, Holy Roller Novocaine EP, venne pubblicato il 18 febbraio 2003. All'epoca Jared aveva solo 16 anni e non sapeva ancora suonare il basso. L'uscita dell'EP, comunque, aveva dato ai Kings of Leon una certa notorietà ancor prima della pubblicazione dell'album d'esordio, ricevendo 4 stelle su 5 da parte di Rolling Stone. Quattro delle cinque canzoni dell'EP vennero inserite anche in Youth and Young Manhood, anche se le versioni di Wasted Time e California Waiting sono leggermente diverse: la prima ha riff e stile vocale totalmente diverso, mentre la seconda venne registrata negli ultimi ritagli di tempo disponibili per finire le registrazioni in fretta. Tutte le canzoni dell'EP vennero scritte e prodotte con la collaborazione di Angelo Petraglia.
Youth and Young Manhood venne pubblicato nel Regno Unito nel luglio del 2003, e negli Stati Uniti ad agosto dello stesso anno. Venne registrato tra i Sound City Studios a Los Angeles e gli Shangri-La Studios a Malibù, California, con il produttore Ethan Johns. L'album non ebbe molta notorietà negli Stati Uniti, ma divenne "uno dei migliori album di debutto degli ultimi 10 anni" in Regno Unito e Irlanda. Dopo la pubblicazione, i Kings of Leon partirono per il tour promozionale con gli Strokes e gli U2.
Il secondo album della band Aha Shake Heartbreak uscì in Regno Unito a ottobre del 2004, e negli Stati Uniti a febbraio 2005. Costruito sulla miscela tra southern e garage rock del loro primo album, questa volta il gruppo riuscì a ottenere visibilità anche a casa propria. Anche questa volta il lavoro venne prodotto da Angelo Petraglia e Ethan Johns. Come singoli vennero scelti The Bucket, dedicata al fratello minore Jared, Four Kicks e King of the Rodeo.
Taper Jean Girl venne utilizzata nel 2007 nel film Disturbia e nel 2008 in Cloverfield. Grazie a quest'album, la band ebbe un'accoglienza favorevole tra molti dei loro artisti preferiti, incluso Elvis Costello, e si esibirono nel tour promozionale con Bob Dylan e i Pearl Jam nel 2005 e 2006.

### Because of the Times(2006-2007)
Nel marzo del 2006, i Kings of Leon tornarono in studio con i loro soliti produttori, Angelo Petraglia ed Ethan Johns, per lavorare al terzo album. Matthew dichiarò a NME: "Attualmente stiamo lavorando a un pugno di canzoni, che speriamo di poter fare ascoltare al mondo." Il nuovo album fu intitolato Because of the Times, che fa riferimento a una conferenza di ministri della Chiesa Petecostale di Alexandria in Louisiana, che i fratelli hanno spesso frequentato. L'album ha svelato una chiara evoluzione dal precedente lavoro: il sound sporco e spavaldo del sud viene rimpiazzato da raffinatezza e suoni chiari e decisi. Venne pubblicato il 2 aprile 2007 nel Regno Unito e il giorno dopo negli Stati Uniti, preceduto dal singolo On Call che divenne una hit in Regno Unito e Irlanda. Qui l'album esordì al numero uno ed entrò nella classifica europea al 25º posto, vendendo circa 70 000 copie solo nella prima settimana.
NME ha detto dell'album: "Consacra i Kings of Leon come una delle migliori band americane dei nostri tempi.". Comunque, alcune critiche hanno trovato l'album inferiore ai primi due lavori della band, Stylus Magazine gli ha dato una C-, spiegando che "se avessero voluto farsi prendere sul serio, almeno avrebbero potuto provare ad essere onesti riguardo alla loro scalata al successo, e non continuare a presentarsi come dei "bifolchi". Senza le storielle che riguardano la vita sul tour bus o il frequentare top model, la loro musica sembra molto vuota.". Dave Hood dell'Artrocker ha dato all'album una stella su cinque, trovando che "i Kings of Leon stanno sperimentando, imparando, e si stanno anche smarrendo."
A dispetto delle ricezioni miste, l'album ha prodotto delle hit in Europa, incluse Charmer, Fans, Knocked Up e My Party.

### Only by the Night(2008-2009)
Dopo aver registrato per la maggior parte del 2008, i Kings of Leon hanno pubblicato il loro quarto album Only by the Night il 19 settembre, che è entrato direttamente al numero uno della UK Album Chart ed è rimasto in vetta per tutta la settimana. Negli Stati Uniti l'album è arrivato alla quinta posizione della Billboard Chart.
L'album ha avuto varie critiche molto discordanti, con la stampa inglese che ha garantito all'album recensioni entusiaste, mentre negli Stati Uniti sono state più miste: Spin, Rolling Stone e AllMusic hanno dato all'album voti positivi, mentre Pitchfork gli ha dato solo due stelle.
L'album fu dichiarato il terzo più venduto nel 2008 in Regno Unito, e nello stesso anno divenne il più venduto in Australia. Sex on Fire è stato il primo singolo estratto, ed era già disponibile per il download l'8 settembre 2008 in Regno Unito. La canzone ebbe uno strepitoso successo, e fu la loro prima canzone ad arrivare al primo posto della Billboard Hot Modern Rock chart.

Il secondo singolo estratto fu Use Somebody, pubblicato l'8 dicembre 2008, che ottenne successo in tutte le classifiche del mondo, specialmente in Inghilterra dove si piazzò al secondo posto della UK Singles Chart, mentre in Australia, Irlanda, Nuova Zelanda e Stati Uniti ottenne un posto nella top ten. La popolarità dell'album in Australia venne confermata quando tutti e quattro i singoli vennero inseriti in una delle classifiche più famose, la "Triple J Hottest 100". Crawl si piazzò al numero 70, Closer al 24º posto, Use Somebody finì al terzo posto e Sex on Fire ottenne il primo posto nella suddetta classifica e il 90º nella "Triple J Hottest 100 of All Time".
Sex on Fire garantì alla band un Grammy Award ai 51esimi Grammy Awards tenutisi allo Staples Center di Los Angeles l'8 febbraio 2009. Hanno vinto anche due premi come "Best International Band" e "Best International Album" ai Brit Awards del 2009, dove si sono esibiti suonando Use Somebody. Crawl venne messa a disposizione per un download gratuito sul sito della band il 28 luglio. Il terzo e il quarto singolo furono Revelry (che debuttò al 19º posto in Nuova Zelanda) e Notion, 24º posto delle classifiche in Belgio. Only by the Night venne certificato come disco di platino negli Stati Uniti dalla RIIA dopo aver venduto un milione di copie a meno di un anno dalla pubblicazione.
Nel 2008 si sono esibiti come headliner al festival di Glastonbury, invece nel 2009 hanno guidato una certa quantità di festival, tra cui Reading e Leeds, Rock Werchter, Oxegen, T In The Park, Gurtenfestival e l'Open'er Festival in Europa, insieme al Sasquatch, Lollapalooza e l'Austin City Limits negli Stati Uniti.
I Kings of Leon hanno causato una piccola controversia nel 2009 al festival di Reading, quando Caleb ha esordito con un "Pensavo che foste il pubblico più forte del mondo", causando una certa ostilità nei confronti della band. Ha poi annunciato: "Sappiamo che ne avete abbastanza dei Kings of Leon, quindi per tutti coloro a cui non frega un c***o, vi capisco. Ma abbiamo lavorato duro per essere qui. Quindi chiunque abbia qualcosa in contrario, si fotta. Siamo i maledetti Kings of Leon."  Nathan Followill ha poi criticato il pubblico di Reading nella sua pagina Twitter, dichiarando: "Zero amore per i Kings. So che faceva freddo, ma merda, eravate tutti gelidi. Posso solo sperare che Leeds sia in forma.". Al Leeds Festival Caleb ha ancora parlato male di Reading, complimentandosi poi con il pubblico dichiarando "Abbiamo fatto solo cinque canzoni e avete spedito Reading all'inferno", apprezzando anche con il pubblico inglese in generale: "È stata l'Inghilterra a farci sentire come se avremmo potuto conquistare il mondo."
Il giorno prima di suonare all'O2 Arena, la band suonò al festival T in the park in Scozia, dove, al termine di una performance segnata da una moltitudine di problemi tecnici legati al suono, Caleb distrusse la sua preziosa Gibson ES-325 al culmine della rabbia. Questo episodio portò la band Americana quasi all'annullamento della data all'Oxegen Festival.  La band ha pubblicato il suo primo DVD il 10 novembre 2009, che immortala i quattro all'O2 Arena di Londra. Venne filmato il 30 giugno 2009, mentre la band si esibiva di fronte a oltre 18 000 persone, eseguendo 22 canzoni. In un'intervista per Billboard.com, Nathan afferma: "L'Inghilterra è stato il primo posto in cui abbiamo sfondato (...) Quindi quale posto sarebbe stato migliore per filmare un DVD live se non dove abbiamo avuto i primi fan?". Nello show sono presenti canzoni estratte da tutti e quattro gli album della band, e Nathan continua dicendo: "Abbiamo solo messo le telecamere fuori dalle nostre menti e ci siamo comportati come se non fossero state lì."

### Come Around Sundown(2010-2011)
I Kings of Leon hanno annunciato un album di remix, che apparentemente è stato preso in considerazione dopo che la band ha appreso che altri artisti avevano cominciato a lavorare sulla revisione delle loro canzoni. Mark Ronson, Kenna, Justin Timberlake, Lykke Li con la sua cover di Knocked Up, Pharrell Williams e Linkin Park su tutti, sono stati reclutati dai Kings e contribuiranno alla realizzazione dell'album.
Il 31 gennaio 2010, il gruppo ha ricevuto un Grammy Award per "Record of the Year", "Best Rock Performance by a Duo or Group with Vocal" e "Best Rock Song" per Use Somebody ai 52esimi Grammy Awards.
Nel maggio del 2010, Nathan Followill affermò che da marzo erano a New York per registrare il nuovo album, e rimasero sorpresi che le canzoni risultassero più rilassate, calme e più simili al sound di Youth and Young Manhood. Hanno precedentemente affermato, prima di tornare in studio, che avrebbero registrato un album più oscuro e più "grunge". Il quinto album, quindi, s'intitolava Come Around Sundown e fu pubblicato a ottobre 2010: il 18 in Regno Unito e il 19 negli Stati Uniti. È stato registrato a New York tra febbraio e giugno con Angelo Petraglia e Jacquire King. Il titolo dell'album continua a seguire lo schema delle cinque sillabe come è stato già fatto con gli album precedenti. Dal 5 giugno al 23 settembre dello stesso anno la band partì in tour, visitando oltre 50 città in Nordamerica ed Europa.
Il primo singolo estratto dall'album, Radioactive, è stato pubblicato il 13 settembre 2010, anche se in Australia aveva già iniziato ad essere trasmesso quattro giorni prima. Il video della canzone è disponibile a partire dall'8 settembre.

### Mechanical Bull(2012)
Il 22 agosto 2012, Jared e Nick Brown dei Mona rivelarono la loro canzone No Tell sotto il nome di Smoke & Jackal. Il 23 agosto, quando gli fu chiesto se con l'annuncio degli Smoke & Jackal sarebbe finita l'era dei Kings of Leon, Jared disse "Neanche per sogno. Lavoreremo al sesto album molto presto". Il bassista dei Kings of Leon confermò che la band finì di registrare il loro sesto LP, che dovrebbe essere pubblicato a settembre (riporta NME). Il 7 giugno è stato rivelato che il titolo dell'album sarà Mechanical Bull e sarà pubblicato il 24 settembre. Il primo singolo dell'album, Supersoaker, è stato pubblicato il 17 luglio ed il 6 agosto il secondo singolo, Wait for me. L'11 settembre eseguono live il terzo singolo Beautiful War.

### Walls(2016)
Dopo tre anni di inattività, il 14 Ottobre 2016 esce il loro settimo album, WALLS, acronimo di "We Are Like Love Songs". Il gioco di parole sta semplicemente nella concezione che la band ha voluto mantenere il gioco delle 5 sillabe per tutti i loro album, compreso Walls per l'appunto. L'album si compone di 10 tracce, di cui tre in formato audio-video, queste sono state rilasciate in esclusiva prima del giorno dell'uscita dell'album. In un'intervista il bassista Jared Followill dichiara che l'album è stato molto spontaneo e si sono lasciati andare senza sentire alcuna pressione. Il singolo "Waste a Moment" ha riscosso un discreto successo appena uscito e alcune tracce sono decisamente interessanti, poco abituali, "Around the World" ne è l'esempio, altre invece ci ricordano decisamente il carattere della band di Nashville, come "Over" , con un retrogusto che ci rimanda a "Only by the Night" ma con un nuovo mondo alle porte, dove il passato da ex alcolista e la passione del cantante si mescolano in questo brano. Nelle settimane seguenti la Band annuncia una serie di date del loro nuovo tour tra cui Stati Uniti, Germania e Inghilterra quest'ultimo un vero e proprio fortino di fan per i Followill.
Il 21 Giugno 2017 si esibiscono all'ippodromo di San Siro a Milano, dopo 7 anni dalla loro ultima volta in Italia ( a Bologna ) in un concerto piuttosto breve ma decisamente intenso, e soprattutto caratterizzato da una perfezione musicale mai vista prima, Caleb è impeccabile con la sua voce baritonale quasi a dimenticare gli stralci del Garage Rock in Youth & Young Manhood, appare cambiato, maturato e decisamente in gran forma, ormai lontano dalle difficoltà del passato.
Il 22 Giugno 2017 Rolling Stone dedica un articolo intitolato "La rinascita dei Kings Of Leon sul palco di Milano" a conferma della performance della sera precedente.

### When You See Yourself (2021)
Agli inizi del 2021 viene pubblicato l'ottavo album in studio della band.

## Formazione
- Anthony Caleb Followill - voce, chitarra ritmica
- Matthew Followill - chitarra solista
- Michael Jared Followill - basso
- Ivan Nathaniel Followill - batteria, percussioni, cori

## Discografia

### Album in studio
- 2003 – Youth and Young Manhood
- 2004 – Aha Shake Heartbreak
- 2007 – Because of the Times
- 2008 – Only by the Night
- 2010 – Come Around Sundown
- 2013 – Mechanical Bull
- 2016 – WALLS
- 2021 – When You See Yourself
- 2024 – Can We Please Have Fun

### Album dal vivo
- 2007 – iTunes Live from SoHo

### Raccolte
- 2009 – Boxed

### EP
- 2003 – Holy Roller Novocaine EP
- 2003 – What I Saw
- 2006 – Day Old Belgian Blues

### Singoli
- 2003 – Molly's Chambers
- 2003 – Wasted Time
- 2004 – California Waiting
- 2004 – The Bucket
- 2005 – Four Kicks
- 2005 – King of the Rodeo
- 2007 – On Call
- 2007 – Fans
- 2007 – Charmer
- 2007 – Closer
- 2008 – Sex on Fire
- 2009 – Use Somebody
- 2009 – Revelry
- 2009 – Notion
- 2010 – Radioactive
- 2010 – Pyro
- 2011 – The Immortals
- 2011 – Back Down South
- 2013 – Supersoaker
- 2013 – Wait for Me
- 2013 – Beautiful War
- 2014 – Temple
- 2014 – Don't Matter
- 2016 - Walls
- 2016 - Waste a Moment
- 2016 - Around the World
- 2021 - The Bandit
- 2021 - 100,000 People
- 2024 - Mustang
- 2024 - Split Screen
- 2024 - Nothing To Do

### Album video
- 2009 – Live at the O2 London, England